# أوقست بوش الثالث
أوقست بوش الثالث (بالإنجليزية: August Busch III)‏ هو شخصية أعمال أمريكي، ولد في 16 يونيو 1937 في سانت لويس في الولايات المتحدة.

## وصلات خارجية
- أوقست بوش الثالث على موقع إن إن دي بي (الإنجليزية)